# La Gomera

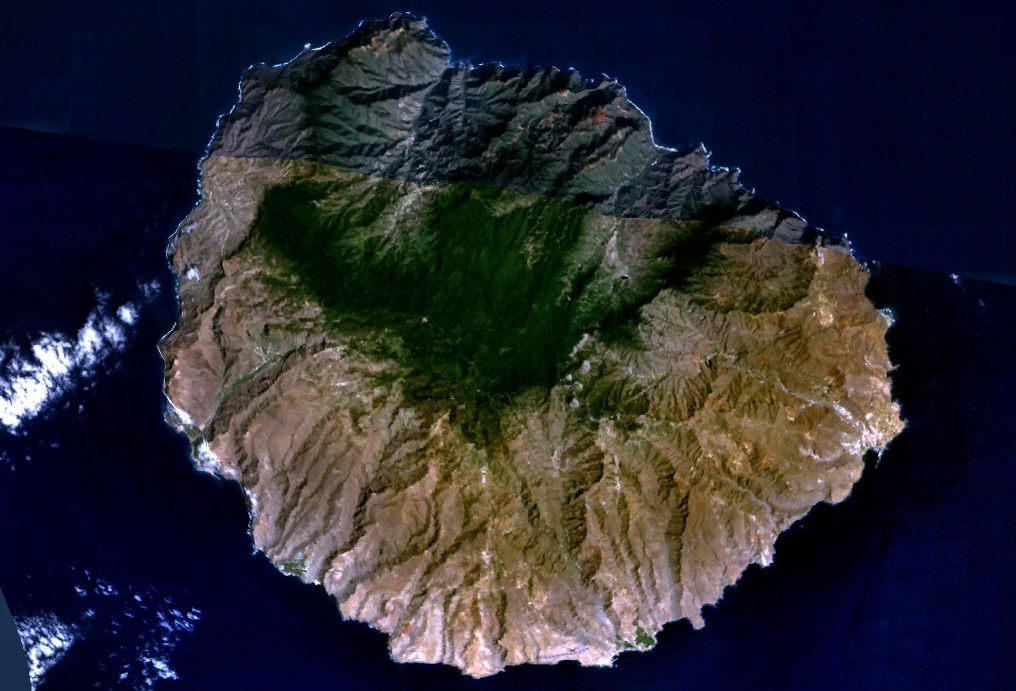
Imagem de satélite da La Gomera.

Mapa dos municípios de La Gomera

Bandeira de La Gomera

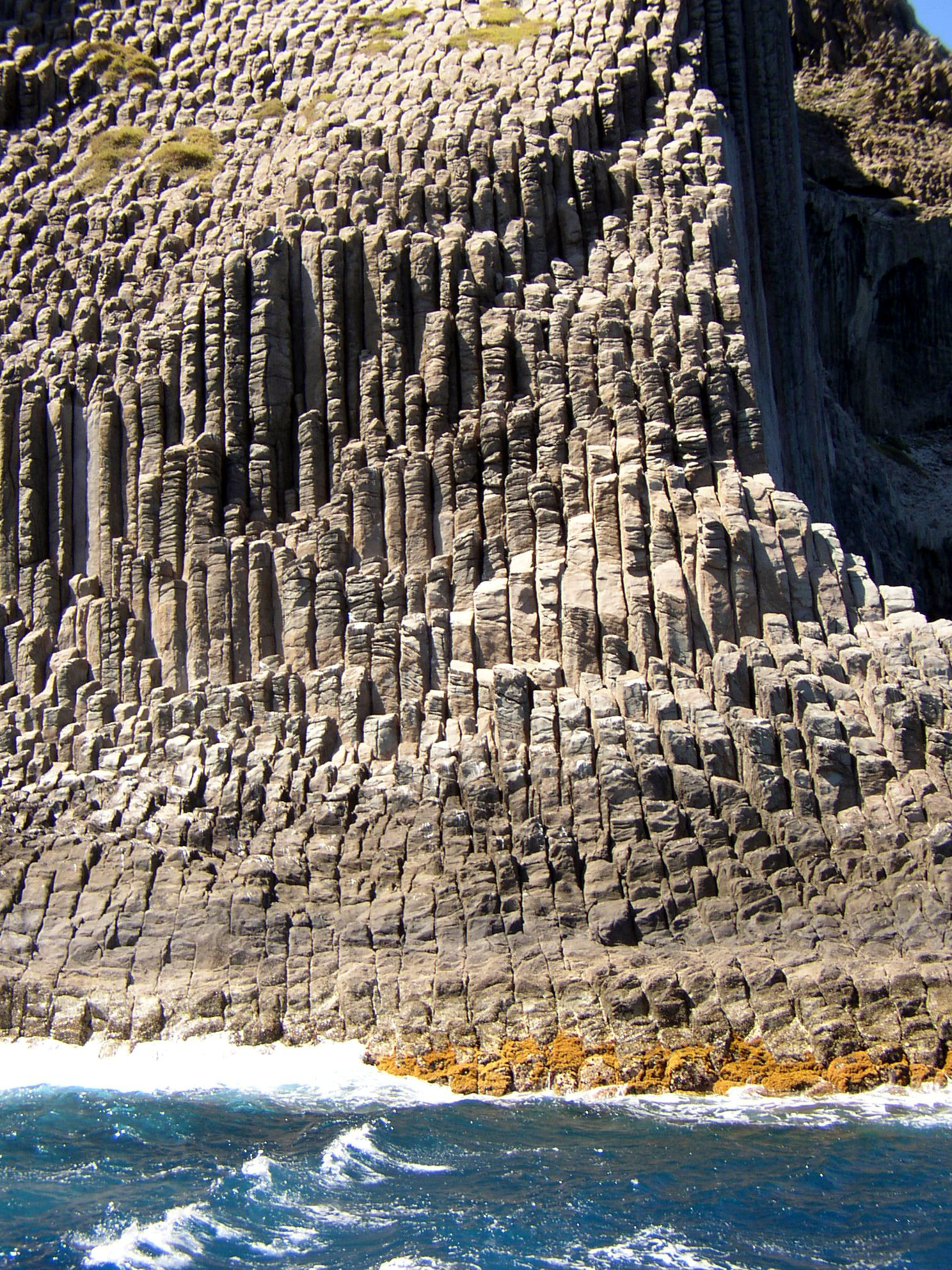
Los Organos, La Gomera.

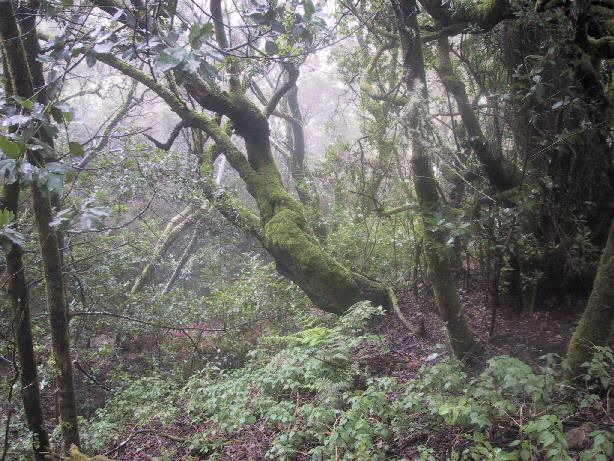
A laurisilva de La Gomera (Parque Nacional de Garajonay).

La Gomera ou, em português, a Gomeira é uma das ilhas do arquipélago das Canárias, com 370 km² de área, a segunda mais pequena das ilhas principais daquele arquipélago. Está localizada nas coordenadas geográficas 28° 06′ N, 17° 08′ O. A população da ilha é de 19 580 habitantes (2003). A sua capital é San Sebastián de la Gomera.
No centro da ilha é o Parque Nacional de Garajonay, um Património Mundial da UNESCO em 1986. Enquanto isso Silbo Gomero (assobiando linguagem praticada por alguns habitantes da ilha), também é um Patrimônio Mundial desde 2009.

## Descrição
A ilha de La Gomera faz parte da Província de Santa Cruz de Tenerife, está dotada do seu Cabildo Insular e é dividida em seis municipalidades:
- Agulo
- Alajeró
- San Sebastián de la Gomera
- Hermigua
- Valle Gran Rey
- Vallehermoso

A cidade de San Sebastián é a capital da ilha, sede do respectivo Cabildo Insular.
A ilha é de origem vulcânica, de forma grosseiramente circular, com cerca de 24 km de diâmetro, atingindo a altitude máxima de 1 487 m no pico de Garajonay, situado no seu centro. A sua orografia desenvolve-se radialmente em torno do pico de Garajonay, do qual partem em todas as direcções ravinas escarpadas, os barrancos, no interior dos quais se desenvolve a floresta típica da Macaronésia, a laurisilva, caracterizada pela sua riqueza florística e pela predominância de lauráceas.
A parte de maior altitude da ilha está quase permanentemente mergulhada em nevoeiros que alimentam, através da precipitação oculta, a vegetação luxuriante que recobre os barrancos. A área é protegida por razões de conservação da natureza, formando o Parque Nacional de Garajonay, que constitui também uma das zonas reconhecida pela UNESCO. As encostas são percorridas por múltiplos trilhos, permitindo vistas surpreendentes.
As montanhas da parte central da ilha capturam a humidade dos ventos alísios, permitindo abundância de água numa ilha cuja zona costeira é seca e ensolarada. A água é canalizada para as baixas altitudes, permitindo a irrigação da cultura de banana e vinha e uma diversificada hortofruticultura.
Os vinhos produzidos na ilha têm um carácter distinto, sendo consumidos com queijo local e com carnes grelhadas de porco e de cabrito, a especialidade gastronómica da ilha.
Os habitantes da Gomera têm uma forma original de comunicação, que lhes permite conversar através das ravinas da ilha, a que chamam o Silbo (silvo). Aquela linguagem assobiada foi inventada pelos habitantes aborígenes da ilha, os guanches, mas foi apropriada pelos colonizadores europeus do século XVI, tendo assim sobrevivido à extinção dos guanches. Hoje é objecto de políticas de conservação, sendo aprendida nas escolas da ilha.
Cristóvão Colombo fez em La Gomera a sua última escala antes de atravessar o Oceano Atlântico em 1492. A casa da localidade de San Sebastián onde pernoitou é hoje uma atracção turística.

## Personalidades notáveis
- Antonio José Ruiz de Padrón (1757-1823), padre Franciscano e político;
- José Aguiar (1895-1975), pintor;
- Pedro García Cabrera (1905-1981), escritor e poeta.

## Celebrações

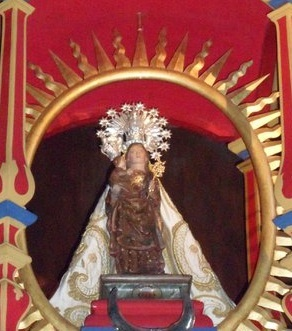
Imagem de La Virgen de Guadalupe

O festival principal é o carnaval, especialmente a de San Sebastián de La Gomera. Outra importante festival é realizado a cada cinco anos entre outubro e dezembro, la Bajada de Nossa Senhora de Guadalupe, padroeira de La Gomera. Destaca a procissão da imagem Virgem de seu santuário em Puntallana a San Sebastián de La Gomera, em seguida, ir em procissão todos os povos da ilha.